# Antje Vollmerová
Antje Vollmerová (31. května 1943, Lübbecke, Severní Porýní-Vestfálsko – 15. března 2023) byla německá protestantská teoložka, pedagožka a politička Svazu 90/Zelení. V roce 1983, kdy se Zelení poprvé dostali do německého parlamentu, se stala poslankyní Bundestagu. Od roku 1994 do roku 2005 byla viceprezidentkou Bundestagu, jako první politik Svazu 90/Zelení v této pozici. Byla pacifistkou.
Spolu s německým prezidentem Richardem von Weizsäckerem a několika dalšími zejména opozičními politiky se na německé straně velmi zasloužila o německo-české usmíření a v letech 1995 až 1997 o přípravu a dojednávání Česko-německé deklarace o vzájemných vztazích a jejich budoucím rozvoji. Za zásluhy o sbližování Čechů a Němců převzala 17. ledna 2003 v Berlíně od prezidenta Václava Havla Řád Tomáše Garrigua Masaryka III. třídy.

## Vzdělání a raná kariéra
Narodila se v městečku Lübbecke ve Vestfálsku. Její rodiče provozovali obchod s oblečením, ale protože se nepřizpůsobili dostatečně rychle modernějším podmínkám obchodních domů, museli obchod uzavřít. Po absolvování gymnázia v Lübbecku v roce 1962 studovala protestantskou teologii na univerzitách v Berlíně, Heidelbergu, Tübingenu a Paříži. Svou první teologickou zkoušku dokončila roku 1968, druhou v roce 1971 a o dva roky později získala doktorát. Mezi lety 1969 a 1971 byla výzkumnou asistentkou na teologické univerzitě Kirchliche Hochschule Berlin. V roce 1971 zahájila postgraduální kurz vzdělávání dospělých, který dokončila roku 1975. Od roku 1971 do 1974 pracovala jako pastorka v berlínské čtvrti Wedding, která byla v té době problematickou čtvrtí. Od roku 1976 do roku 1982 působila jako lektorka na venkovském vzdělávacím centru pro dospělé tzv. Heimvolkshochschule(de) při nadaci Bethel v Bielefeldu, kde spolupracovala s místními protestantskými a katolickými organizacemi pro venkovskou mládež (Landjugend ) a zažívala zde počátek ekologického hnutí. Spolu s Larsem-Broderem Keilem napsala knihu Stauffenbergs Gefährten: Das Schicksal der unbekannten Verschwörer („Stauffenbergovi společníci: Osud neznámých spiklenců“), která se týkala atentátu na Hitlera z 20. července 1944 a vyšla v roce 2013.

## Politická kariéra
V 70. letech 20. století byla politicky aktivní v Antiimperialistické lize (Liga gegen den Imperialismus(de)), kde byli aktivisté proti válce ve Vietnamu a jenž měla blízko k maoistické německé politické straně KPD/AO. Do této strany ale však nikdy nevstoupila. Roku 1983 byla zvolená do Bundestagu za Svaz 90/Zelení, ačkoli nebyla jeho členkou. V roce 1984 byla jako jedna ze tří žen vybraná do předsednictva této strany v parlamentu, do které vstoupila následující rok. V témže roce zahájila dialog mezi státem a skupinou Frakce Rudé armády. Během rozporu mezi „Realos“ a „Fundis“ v její straně, spoluzaložila iniciativa „Aufbruch 88“, čímž úspěšně zabránila rozpadu Svazu 90/Zelení. Kvůli stranickému principu rotace, kdy se uprostřed volebního období vystřídají všichni poslanci Zelených, se musela vzdát parlamentního křesla roku 1985, ale byla znovu zvolena v roce 1987 a znovu v letech 1994, 1998 a 2002.
V listopadu 1994 se stala prvním politikem Strany zelených, který byl zvolen do prezidia Bundestagu jako viceprezident Bundestagu. Tuto funkci vykonávala až do voleb v roce 2005, kdy už nekandidovala.

## Pozdější život
V roce 2009 přijala nabídku na externí profesuru politického managementu pro politický management na NRW School of Governance, fakulty Duisbursko-Essenské univerzity, kde vedla jak semináře, tak přednášky.
Byla jedním z prvních signatářů otevřeného dopisu o německém postoji k rusko-ukrajinské válce, publikovaného v časopise EMMA v dubnu 2022, který vyzýval kancléře Olafa Scholze, aby během ruské invaze na Ukrajinu nedodával Ukrajině útočné zbraně a udělat vše pro to, aby válku ukončil a aby zabránil eskalaci konfliktu v „třetí světovou válku“.

## Osobní život
Roku 1979 porodila syna Johanna, kterého vychovávala jako svobodná matka.
Zemřela po dlouhé těžké nemoci 15. března 2023, měsíc a půl před svými osmdesátinami. Viceprezidentka Bundestagu Katrin Göringová-Eckardtová o ni řekla: „Byla tam od začátku a probojovala si mnohé z toho, z čeho dnes těžíme. A ponechala si vlastní hlavu, nepovolila!“ („Sie war von Beginn an dabei und hat Vieles von dem durchgekämpft, wovon wir heute profitieren. Und sie hat ihren eigenen Kopf behalten, unbeugsam!).

## Ocenění
Zdroj: 
- 1989 Medaile Carla von Ossietzkého
- 1996 Cena Cicero Rednerpreis
- 1997 Medaile Univerzity Karlovy v Praze
- 1998 Cena Hannah Arendtové
- 1998 Umělecká cena česko-německého porozumění
- 2003 Řád Tomáše Garrigue Masaryka III. třídy
- 2005 Velitelský kříž Řádu za zásluhy Spolkové republiky Německo
- 2008 Gratias Agit[22]

## Publikace
- AB Die Andere Bibliothek GmbH & Co. KG. [s.l.]: [s.n.] ISBN 978-3-8477-0416-4. OCLC 1119103549 (německy)
- [s.l.]: [s.n.] ISBN 978-3-96488-138-0. OCLC 1313608482 (německy)
- [s.l.]: [s.n.] ISBN 978-3-941155-44-2. OCLC 919438422 (německy)
- [s.l.]: [s.n.] ISBN 978-3-451-31504-6. OCLC 949778514 (německy)
- [s.l.]: [s.n.] ISBN 978-3-451-39524-6. OCLC 1346145450 (německy)
- [s.l.]: [s.n.] ISBN 3-579-00570-7. OCLC 12422216 (německy)
- [s.l.]: [s.n.] ISBN 978-3-423-30563-1. OCLC 75816566 (německy)
- [s.l.]: [s.n.] ISBN 3-922144-58-6. OCLC 17413214 (německy)
- [s.l.]: [s.n.] ISBN 3-373-00468-3. OCLC 27409029 (německy)

### Disertační práce
- [s.l.]: [s.n.] OCLC 868252249 (německy)

## Další čtení
- [s.l.]: [s.n.] ISBN 3-445-08551-X. OCLC 24702191 (německy)